# Ангел Лилов
Ангел Лилов е български политик, кмет на Видин.

## Биография
Ангел Лилов е първият кмет на Видин. Занимава се с търговия на зърнени храни. Кмет е на Видин от освобождението на града до 30 март 1878 г. Взема участие в Сръбско-българската война от 1885 г. в боевете при Брегово и отбраната на Видин от 10 до 16 ноември. Получава орден „За храброст“. През 1898 г. Видин е наводнен и Лилов губи 40 000 оки жито и 6000 оки ечемик, което го разорява. С позволението на съда получава право да проси за четири месеца. На следващата година пише до Народното събрание за помощ. На 20 октомври 1899 г. с разрешително № 23908 му е дадено да проси из София. Получава разрешение да проси и из Цариброд. Лилов умира в София и е погребан в местните гробища.